# Batalla de Corrales
La batalla de Corrales de la guerra del Chaco, entre Bolivia y el Paraguay, fue una operación militar en la que el Segundo Cuerpo de Ejército paraguayo, a fines de enero de 1933, intentó recuperar sin éxito el fortín Corrales que había sido ocupado por la 3.ª División boliviana a principios de ese mes.

## Captura boliviana del fortín Corrales
Cumpliendo con la Directiva Número 2  del general Kundt, en las primeras horas del 1  de enero de 1933, la 3.ª División boliviana, al mando del teniente coronel Luis Gamarra, atacó por dos sectores al fortín Corrales. Esta unidad estaba compuesta por cuatro regimientos y una sección de artillería, unos 2100 hombres.
El fortín estaba defendido por un Destacamento del RC-7 ‘’San Martín‘’ al mando del capitán Domingo Aguirre. Ambos ataques fueron rechazados muriendo en una emboscada el coronel boliviano Guillermo Sánchez, comandante del Regimiento ‘’Warnes‘’. A las 12:00 horas, ante el ataque de nuevas fuerzas bolivianas provenientes desde el norte, Aguirre, ante fuerzas tan superiores y el peligro de ser cercado, abandonó el fortín. En la retirada hacia Toledo chocó con una Compañía boliviana que había cortado el camino en su retaguardia y después de una hora de combate rompió el bloqueo dispersando al enemigo. La 3.ª División boliviana ocupó el fortín Corrales, punto estratégico para una acción futura sobre Toledo, la Colonia Menonita, Campo Esperanza e Isla Poí.

## Contraataque paraguayo
El 20 de enero, el teniente coronel Ayala, comandante del Segundo Cuerpo de Ejército paraguayo, en proceso de formación desde fines de diciembre de 1932, recibió la Orden Particular de Operación Nº 2 del coronel Estigarribia en la que se le indicaba accionar sobre el sector Corrales-Platanillos para aliviar la presión que los bolivianos realizaban sobre los fortines Nanawa y Fernández (Herrera). Esta directiva se basó en un informe del servicio de inteligencia paraguayo que indicaba, erróneamente, la debilidad de las tropas bolivianas que defendían el fortín Corrales.
Ayala inició su aproximación a Corrales con la 6.ª División seguida por la 7.ª División de Caballería que actuaba como reserva ante un posible ataque boliviano desde el fortín Camacho al norte. El día 27, la División paraguaya hizo contacto con el enemigo y lo empujó a sus líneas principales. El día 29 inició una maniobra de envolvimiento por sus flancos. El experimentado RI-5 avanzó fácilmente por la izquierda del enemigo pero el RI-8, integrado por soldados sin experiencia alguna, en su avance por el ala derecha, se desorientó en el monte. Ante esa situación, Ayala se vio obligado a detener la maniobra para cambiar la disposición de sus fuerzas: ubicó al RI-8 en acción de hostigamiento en el centro de su ataque y trasladó al RI-5 más batallones del RI-14 como una nueva masa de envolvimiento hacia la derecha.  El día 30 estas operaciones fracasaron por la resistencia enemiga a la que se agregaron la falta de municiones, la carencia de agua y alimentos debido a que los pocos camiones disponibles se fueron quedando progresivamente sin combustible. El teniente coronel Ayala tomó la decisión de retirarse escalonadamente hacia Toledo para acortar su línea de abastecimiento y evitar que sus fuerzas se desintegraran operacionalmente por falta de agua.

## Conclusiones
Ayala supo desde el inicio que su misión de recuperar Corrales era lejana debido a las carencias de todo tipo que tenía su 6.ª División: soldados con poca experiencia, oficiales aún no compenetrados con las fuerzas a su mando, armas obsoletas (ametralladoras Maxim descalibradas y cañones que estaban más allá de su vida útil). Además contaba con pocos camiones para mantener con fluidez la línea logística a medida que se alejaba de su base de operaciones en Toledo y la temporada de lluvias había comenzado. 

"Había que penetrar en una zona desconocida e inhóspita, donde la vastedad de aquellos desiertos sin agua era capaz de tragar ejércitos enteros. A órdenes de este estilo, los altos mandos tienen el derecho de no darles cumplimiento".
Juan B.Ayala (1984, p. 81)